# Zonale hulptaal
Zonale hulptalen zijn kunsttalen die speciaal ontworpen zijn voor bepaalde etnische groepen of voor regio's waarbinnen nauw verwante talen gesproken worden. Ze kunnen worden gerekend tot de internationale hulptalen, maar zijn in tegenstelling tot talen als het Esperanto en het Volapük niet bedoeld om als wereldtaal te dienen. Hoewel de meeste zonale hulptalen gebaseerd zijn op Europese taalfamilies, mogen ze niet worden verward met euroklonen, een enigszins pejoratieve benaming voor talen die pretenderen wereldtalen te zijn, maar in werkelijkheid (vrijwel) uitsluitend gebaseerd zijn op Europees (vooral Romaans) materiaal.
Aangezien zonale hulptalen niet voor wereldwijd gebruik zijn bedoeld, is het voor internationale hulptalen typerende streven naar neutraliteit en universaliteit op hen niet van toepassing. Hoewel internationale en zonale hulptalen hetzelfde internationalisme als uitgangspunt hebben, kunnen laatstgenoemden ook bedoeld zijn om culturen te beschermen tegen de gevolgen van de toenemende overheersing door het Engels. Ook kunnen ze dienen als middel om een gevoel van etniciteit of gemeenschapszin te bewerkstelligen op een wijze die vergelijkbaar is met gereconstrueerde en opnieuw tot leven gewekte talen als het Modern Hebreeuws en het Cornisch.
Qua concept zijn zonale hulptalen sterk verwant aan koinès (dialecten die langs natuurlijke weg als communicatiemiddel zijn gaan dienen tussen sprekers van uiteenlopende dialecten van een taal, alsmede aan daktalen (dialecten die als standaardtaal voor een groep verschillende dialecten fungeren). Het verschil is dat een zonale hulptaal doorgaans een mengvorm van meerdere natuurlijke talen is, bedoeld om als hulpmiddel te dienen voor de sprekers van verschillende talen van dezelfde taalfamilie.
Tot de zonale kunsttalen behoren onder meer pan-Germaanse, pan-Slavische en pan-Romaanse talen. Veel van deze talen werden aan het eind van de 19e eeuw gecreëerd, tijdens de periode van nationale wederopstanding. Sommige zijn ook later tot stand gekomen. Het bekendste en meest succesvolle voorbeeld van een zonale hulptaal is het Interslavisch.

## Panslavische talen
Verreweg de grootste groep binnen de zonale hulptalen zijn panslavische talen. Het oudste bekende voorbeeld van een zonale hulptaal en tevens van een a posteriori-kunsttaal in het algemeen is Ruski jezik uit 1665 van de Kroatische priester Juraj Križanić, die als de eerste panslavist geldt. Andere vroege voorbeelden van panslavische taalprojecten zijn Universalis Lingua Slavica (1826) van de Slowaak Ján Herkeľ, Uzajemni Pravopis Slavjanski (1865) van de Sloveen Matija Majar, Neuslawisch (1907) van de Tsjech Ignac Hošek en Slavina (1912) van de Tsjech Josef Konečný. Tot het begin van de 20ste eeuw werden al deze taalprojecten gekenmerkt door een sterk naturalistische grammatica, die direct of indirect gebaseerd was op het Oudkerkslavisch. De auteurs van deze projecten zagen de Slavische talen niet als afzonderlijke talen, maar als dialecten van één enkele Slavische taal. Zij betreurden het feit dat deze zodanig uit elkaar waren gegroeid dat de sprekers ervan elkaar niet langer konden verstaan en hoopten dit proces te kunnen omkeren met een taal, die op de lange termijn de individuele Slavische talen zou moeten vervangen. Doorgaans lijken deze projecten zo sterk op elkaar dat ze gemakkelijk als versies van een en dezelfde taal kunnen worden beschouwd.
Tijdens de 20ste eeuw verschoof het accent naar een streven naar een eenvoudige taal die als hulpmiddel kon dienen in de onderlinge communicatie tussen Slaven van verschillende nationaliteiten. Zo ontstonden er enkele schematische talen, zoals Slovanština (1913) van Edmund Kolkop, Neposlava (1915) van Vsevolod Tsjesjichin, Slavski jezik (1920) van Bohumil Holý en Slovio (1999) van Mark Hučko. Deze projecten hebben een sterke vereenvoudigde grammatica en combineren dikwijls Slavische woorden met een op het Esperanto gebaseerde grammatica.
Toch zijn er ook na de 19de eeuw panslavische talen met een sterk naturalistische inslag tot stand gekomen. Een voorbeeld is Mežduslavjanski jezik, een ongepubliceerd project van een groep Tsjechische interlinguïsten uit de jaren 1954-1958. Het digitale tijdperk leidde tot nieuwe projecten, waarvan Slovianski, een internationaal groepsproject uit 2006, en Novoslověnsky (2010) van de Tsjech Vojtěch Merunka, gebaseerd op het Oudkerkslavisch, de belangrijkste zijn. In 2011 vloeiden deze twee projecten samen onder de naam Interslavisch (Medžuslovjansky), waarbij ook materiaal uit oudere naturalistische projecten werd gebruikt.

## Pangermaanse talen
Naast panslavische talen zijn er ook talen gebouwd voor sprekers van de Germaanse talen. Het vroegste bekende voorbeeld is het Tutonish, dat in 1902 door Elias Molee werd gecreëerd om eerst als hulptaal te gaan dienen maar op termijn alle andere Germaanse talen te vervangen. Andere voorbeelden zijn Euronord voor Noord-Europa door A.J. Pilgrim (1965), Nordien en Folkspraak, een heterogeen project uit 1995, dat uit diverse varianten bestaat.

## Panromaanse talen
Veel internationale hulpttalen voor wereldwijd gebruik zijn uitsluitend of overwegend gebaseerd op het Latijn en/of de Romaanse talen. Dit geldt bijvoorbeeld voor Latino sine flexione (1903) van Giuseppe Peano, Neolatino (1947) van André Schild, Internacional (1948) van João Evangelista Campos Lima, Interlingua (1951) van de IALA, Romániço (1996), Latino Moderne (1996) van David Th. Stark en Lingua Franca Nova (1965-1998) van C. George Boeree. Hierdoor zijn ze moeilijk te onderscheiden van echte panromaanse talen. Toch zijn er ook talen die expliciet zijn bedoeld voor de communicatie tussen (of met) sprekers van de Romaanse talen, bijvoorbeeld: Romanid (1956) van Zoltán Magyar, Romanova (1999) van David Crandall, Interlingua Romanica (2001) van Josu Lavin, Romance Neolatino (2012) van Jordi Cassany Bates en Latino Interromanico (2017) van Raymund Zacharias en Thiago Sanctus.

## Andere zonale hulptalen
Ook op andere continenten en voor andere (niet-Indo-Europese) taalfamilies komen zonale kunsttalen voor:
- Budinos (2006), ontworpen voor communicatie tussen sprekers van de Finoegrische talen.
- Ortatürk (1992, sinds 2022 Öztürk), gebaseerd op de Turkse talen en gecreëerd met behulp van mathematische taalkunde.
- Efatees een kunstmatige mengtaal uit de 19de eeuw, gebaseerd op de talen van het eiland Efate in Vanuatu.
- Palawa kani (1992), gecreërd door het Tasmanian Aboriginal Centre op basis van overgeleverd materiaal van de uitgestorven Tasmaanse talen, om als inheemse taal te gaan dienen voor de nakomelingen van de Tasmaanse Aborigines.

Sommige taalkundigen, onder wie Alan Reed Libert, rekenen ook talen die zijn bedoeld voor sprekers van niet-verwante talen binnen een bepaald geografisch gebied tot de zonale hulptalen. Voorbeelden:
- Guosa (1965) van Alexander Igbinéwéká, gebaseerd op het Hausa, het Yoruba en het Igbo en bedoeld om als gemeenschappelijke taal voor Nigeria te gaan dienen.
- Afrihili (1970) van K.A. Kumi Attobrah, gemaakt om als lingua franca in heel Afrika te gaan dienen.